# Wayne Jackson (Sänger)
Wayne Jackson (* 23. Juni 1971 in Manchester, Großbritannien) ist ein in Berlin lebender Sänger, Produzent und Songwriter.

## Leben
Zu Beginn seiner Karriere war Jackson Frontmann der UK-Folk-Rock-Band The Dostoyevskys, welche bei Go! Discs unter Vertrag stand. Gemeinsam wurden einige EPs und ein Album namens Orange veröffentlicht. Jackson veröffentlichte 2005 gemeinsam mit Paul van Dyk die Single The Other Side. Auch auf Van Dyks 2007 erschienenem Album In Between war er als Gastsänger mit dem Song Stormy Skies vertreten. Gemeinsam mit Olsen Involtini trat er als einer der Koproduzenten von Bela B.s 2006 erschienenem Album Bingo und dem 2009 erschienenen Album Code B auf. Außerdem begleitete er Bela B. auf dessen Touren 2006 und 2007 als Gitarrist seiner Liveband "Los Helmstedt". Auf dem am 31. August 2007 veröffentlichten Album von Emigrate mit dem gleichnamigen Albumtitel war Wayne Jackson ebenso beteiligt.
Jacksons erstes Soloalbum The Long Goodbye, welches von Michael Ilbert produziert wurde, erschien am 15. August 2008. Von Mitte August bis Mitte September 2008 wurde Jacksons Song Shine On vom Fernsehsender RTL als musikalische Untermalung bei allen Programmtrailern zum Start der Fernsehsaison 2008/09 verwendet. Am 13. November 2009 erschien Jacksons erste Singleauskopplung Hallelujah aus dem am 12. Februar 2010 erschienenen Album Undercover Psycho. Im Februar 2010 war er auf Undercover Psycho-Tour. Als Support begleitete ihn Duncan Townsend. Im Mai 2010 spielte er als Support bei der Tour von Train. Am 9. Juli 2010 wurde die Single Bad Romance, eine Coverversion des Lady-Gaga-Hits, veröffentlicht. 2012 gründete er zusammen mit Lula eine neue Band, The Dead Lovers.

## Diskografie

### Mit The Dostoyevskys
- 1993: 3 (Single)
- 1994: Am Fenster (Single)
- 1994: Orange (Album)

### Alben
- 2008: The Long Goodbye
- 2010: Undercover Psycho

### Singles
- 2005: The Other Side (mit Paul van Dyk)
- 2007: Stormy Skies (mit Paul van Dyk)
- 2008: Glorious
- 2008: Shine On
- 2009: Hallelujah
- 2010: Bad Romance